# Calophyllum ferrugineum
Calophyllum ferrugineum är en tvåhjärtbladig växtart som beskrevs av Henry Nicholas Ridley. Calophyllum ferrugineum ingår i släktet Calophyllum och familjen Calophyllaceae.

## Underarter
Arten delas in i följande underarter:
- C. f. oblongifolium
- C. f. orientale